# アサンソル
アサンソル（ベンガル語: আসানসোল, /aː.ʃaːn.ʃol/; ヒンディー語: आसनसोल，英語: Asansol）は、インドの西ベンガル州の都市である。
人口は109万人で、西ベンガル州ではコルカタに次いで大きな人口を持つ。
アーサンソールとも表記する。

## 経済
炭鉱都市であり、鉄鋼業、火力発電所など重要な産業が数多く集積している。

## 交通

### 鉄道
アサンソールは首都デリーと東部の大都市であり西ベンガル州の州都でもあるコルカタ（カルカッタ）をカーンプル(Kanpur)、プラヤグラージ（Prayagraj、旧称Allahabad）パンディ・ディーンデヤル・アッパダーヤヤ駅 (Pt. Deen Dayal Upadhyaya、宗教都市ヴァーラーナシー（Varanasi）近郊の街、旧称Mughalsarai）、アサンソール（Asansol）経由で結ぶ重要幹線上に位置し、日中はもちろん深夜時間帯も多数の列車が発着する鉄道の要衝である。デリーから約1,300㎞、コルカタまでは約200㎞で最速2時間弱の場所に位置する。
このうち、パンディ・ディーンデヤル駅から当地までの路線はガンジス川に沿いビハール州の州都パトナー（Patna）経由のものと、ビハール州ガヤー（Gaya、仏教聖地ブッダガヤ近郊の街）を経由したあと、ジャールカンド州北端をなぞりながら同州ダンバード（Dhanbad)を経由するものに分かれており、両者はジャンクション駅で再び合流しコルカタに向かうものとなっている。歴史的にはパトナー経由が古いが距離はガヤ・ダンバード経由の方が短くコルカタ発着の列車はどちらの経由でも多数運転されている。
インド国鉄の長距離列車が多数発着する市内の最重要の駅はアサンソール・ジャンクション駅（Asansol Junction、国鉄略称ASN）である。

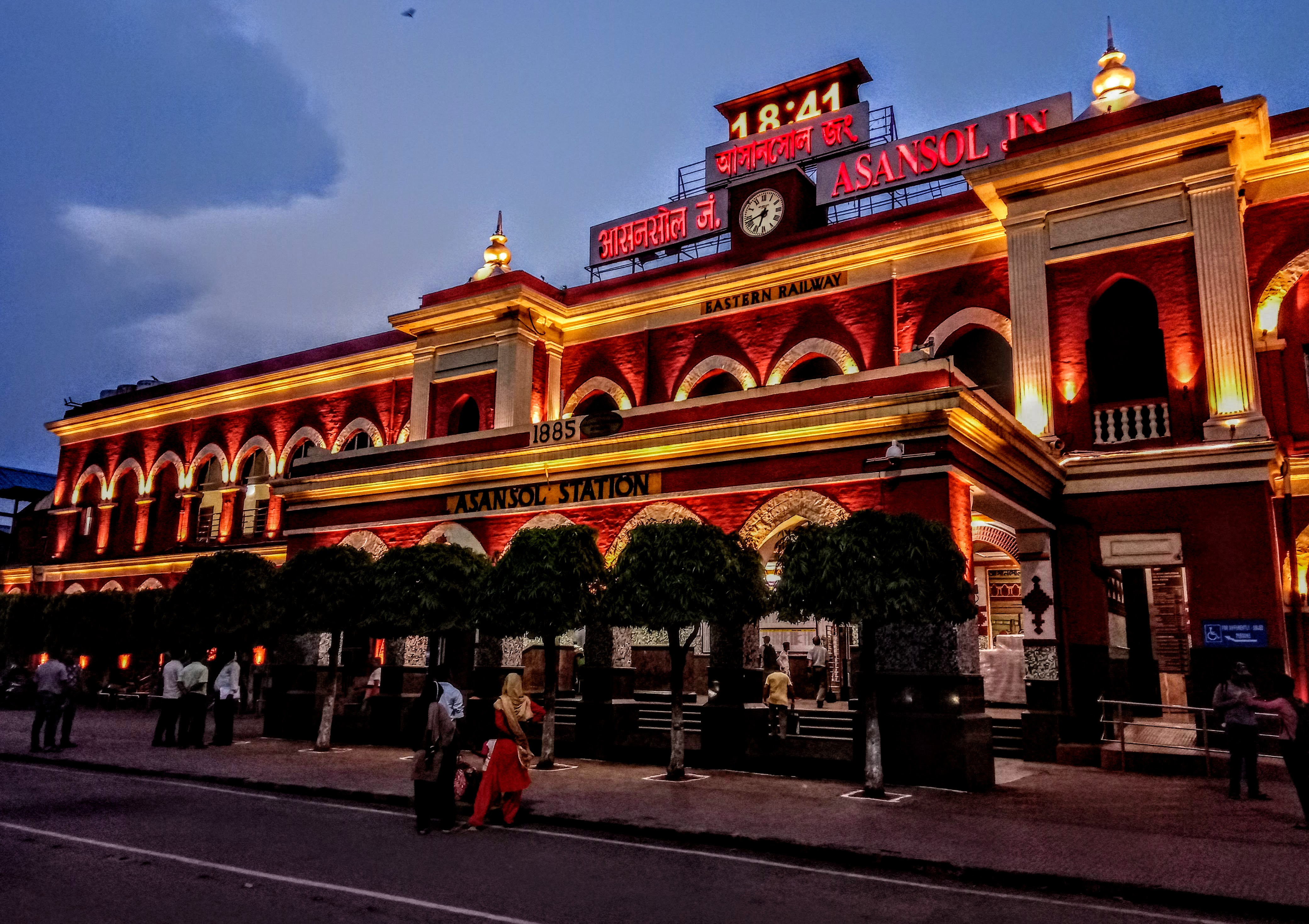
ジャンクション駅
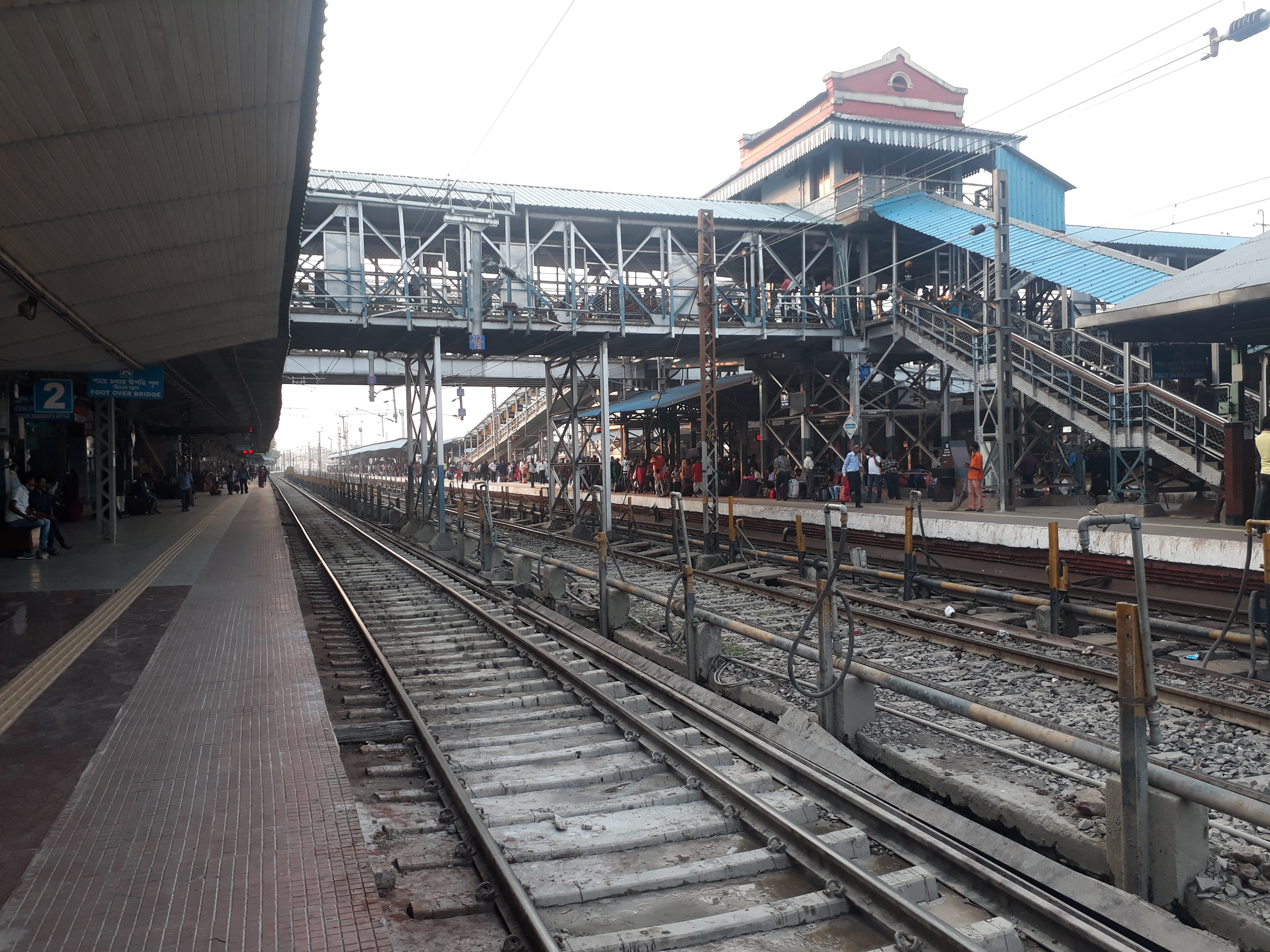
ジャンクション駅ホーム
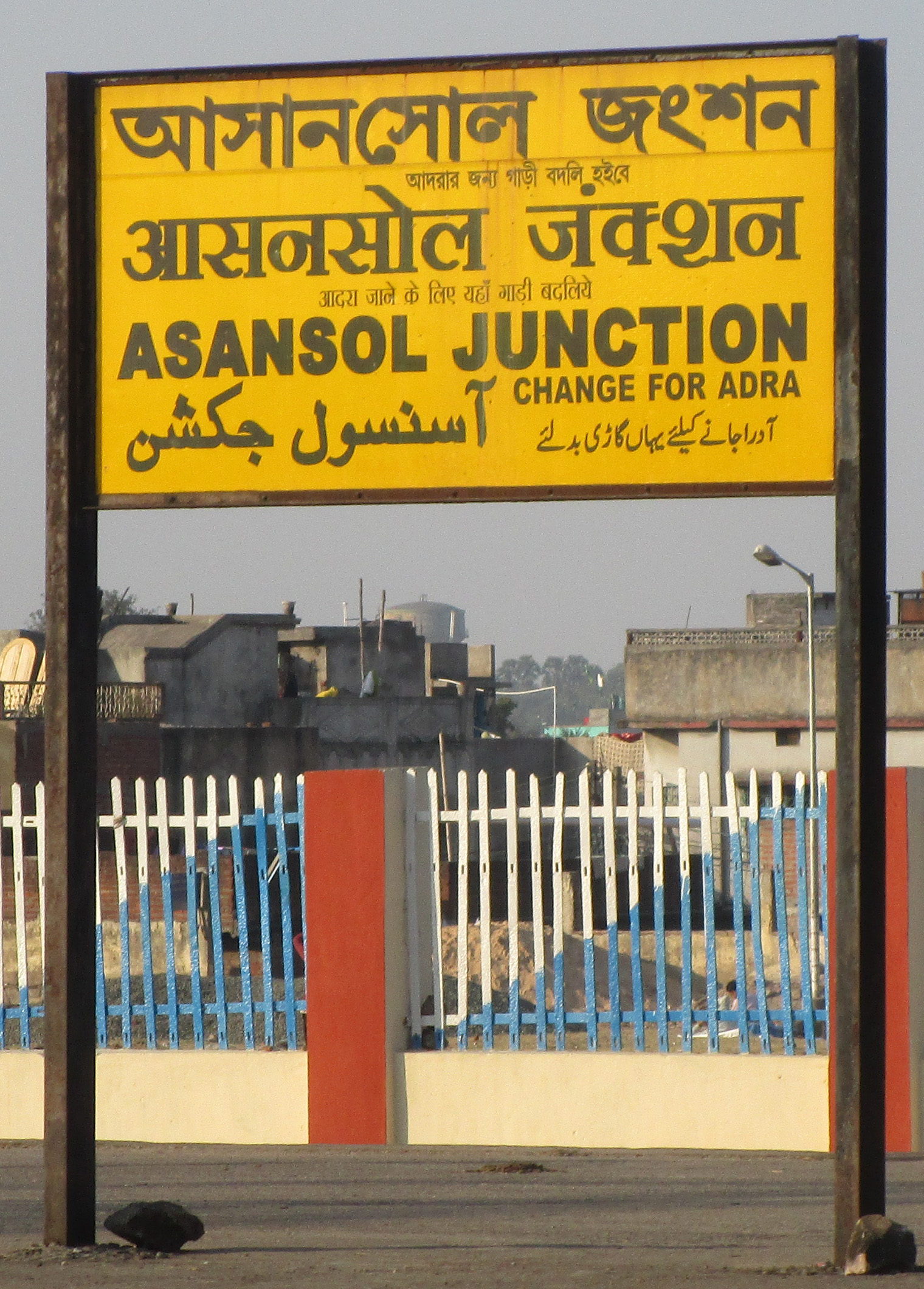
5種類の文字で書かれた駅名表示

## 空港
市街地から25㎞程離れたところに2800m級の滑走路を持つ地方空港（Kazi Nazrul Islam Airport, IATAコードRDP）があり、インディゴ航空（Indigo）と格安航空会社スパイスジェット(Spice Jet)によって首都デリーのほか、インド西部や南部に向かう国内線が運航されている。